# Now That's What I Call Music! 4 (série dos Estados Unidos)
Now That's What I Call Music! 4 é a quarta edição da série americana de Now That's What I Call Music!. Foi lançado em 18 de Junho de 2000.

## Alinhamento de faixas
1. "Larger than Life"
2. "(You Drive Me) Crazy"
3. "I Need to Know"
4. "Candy"
5. "Blue (Da Ba Dee)"
6. "It Feels So Good"
7. "I Belong to You"
8. "I Knew I Loved You"
9. "I Wanna Know"
10. "Try Again"
11. "Waiting for Tonight"
12. "Get It On Tonight"
13. "Steal My Kisses"
14. "Then the Morning Comes"
15. "Meet Virginia"
16. "I Try"
17. "This Time Around"
18. "All the Small Things"

## Desempenho nas tabelas musicais
| País — Tabela musical (2000)   | Posição de pico |
| ------------------------------ | --------------- |
| Estados Unidos — Billboard 200 | 1 (3x)          |

## Certificações
| Região (Associação)               | Certificação |
| --------------------------------- | ------------ |
| Estados Unidos — RIAA (2,000,000) | 2× Platina   |